# Gospodarstvo Eritreje
Gospodarstvo Eritreje doživjelo je značajan rast u posljednjih nekoliko godina, pokazalo je poboljšanje u bruto domaćem proizvodu (BDP) u listopadu 2012. od 7,5 posto u odnosu na 2011.
Međutim, doznake iz inozemstva čine 32 posto bruto domaćeg proizvoda. Eritreja ima veliku količinu resursa, kao što su: bakar, zlato, granit, mramor i potaša. Gospodarstvo je doživjelo ekstremne promjene zbog rata za nezavisnost.
U 2011., BDP je porastao za 8,7 posto, što ga čini jednim od najbrže rastućih gospodarstava u svijetu.

## Povijest gospodarstva Eritreje
U ranim 1950.-im, kada je Eritreja pripala Etiopiji, bila je naprednija od Etiopije, koja je od tada slabo ulagala u Eritreju te nacionalizirala 42 najveće tvornice i sustavno onesposobila industrijski sektor Eritreje tijekom dugotrajnog građanskog rata. U vrijeme osamostaljenja od Etiopije 1993., gospodarstvo Eritreje uništeno je u ratu i bilo ovisno o prihodima od luka i svoje male poljoprivredne baze. Rat s Etiopijom, koji je trajao od 1998. do 2000., zaustavio je svu bilateralnu trgovinu, znatno smanjio aktivnost luka i prihode u Eritreji. Prema procjenama Svjetske banke, Eritreja je izgubila 225 milijuna dolara vrijedne stoke i 55,000 domova tijekom rata. Rast BDP-a pao je na nulu u 1999. godini i do -1% u 2000. godini. Sadnja usjeva, nije bila moguća u najproduktivnijoj zapadnoj regiji, što je uzrokovalo pad proizvodnje hrane za 62%.
Kasniji rast gospodarstva bio je rezultat povećane poljoprivredne proizvodnje i širenja rudarske proizvodnje uz povećanje cijene zlata.
U 2004., godini u poljoprivredi, zaposleno je bilo gotovo 80 posto stanovništva, ali iznosio je samo 12,4 posto bruto domaćeg proizvoda (BDP). Poljoprivredni sektor je poboljšan uz korištenje suvremene opreme za uzgoj, kao i brana. Glavni poljoprivredni proizvodi su: ječam, grah, mliječni proizvodi, meso, leća, proso, koža, sirak, tef i pšenica.